# Kloster Neustadt an der Saale

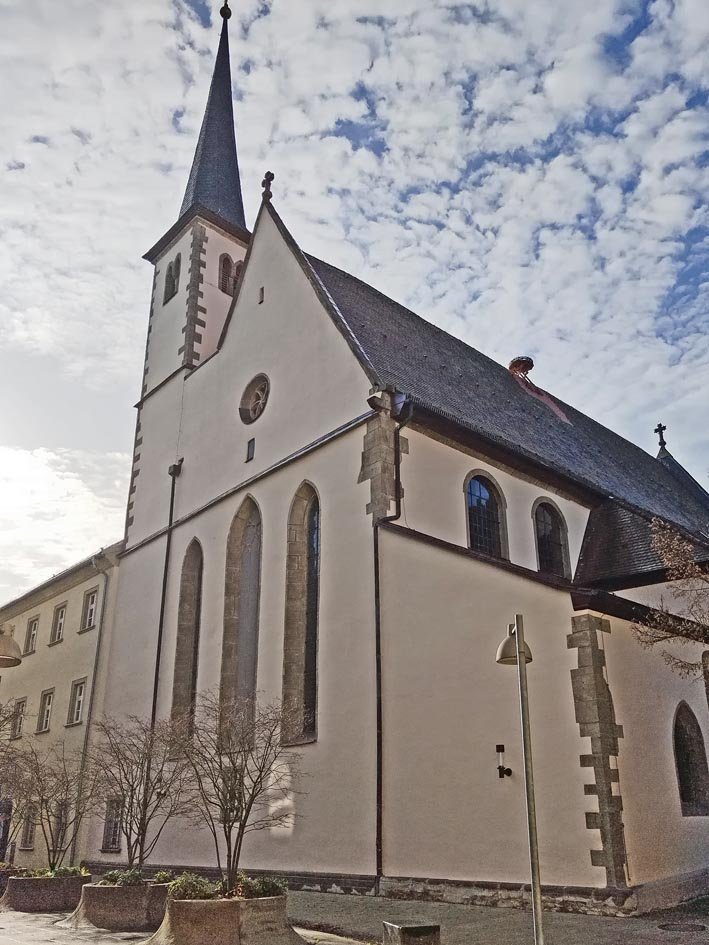
Kloster Bad Neustadt (2022)

Das Kloster Neustadt war ein Kloster der Karmeliten in Neustadt an der Saale in Bayern in der Diözese Würzburg.

## Geschichte

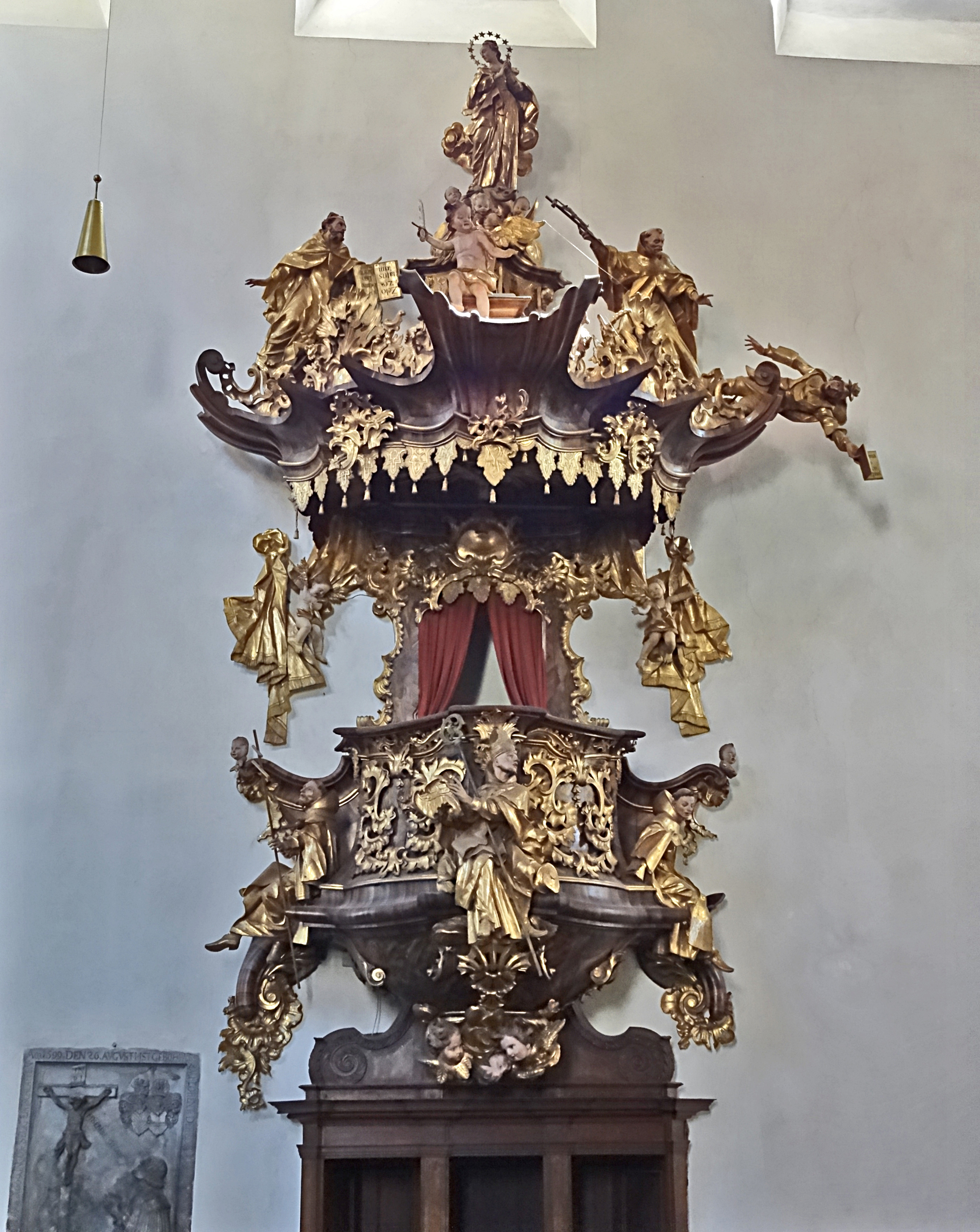
Rokoko-Kanzel

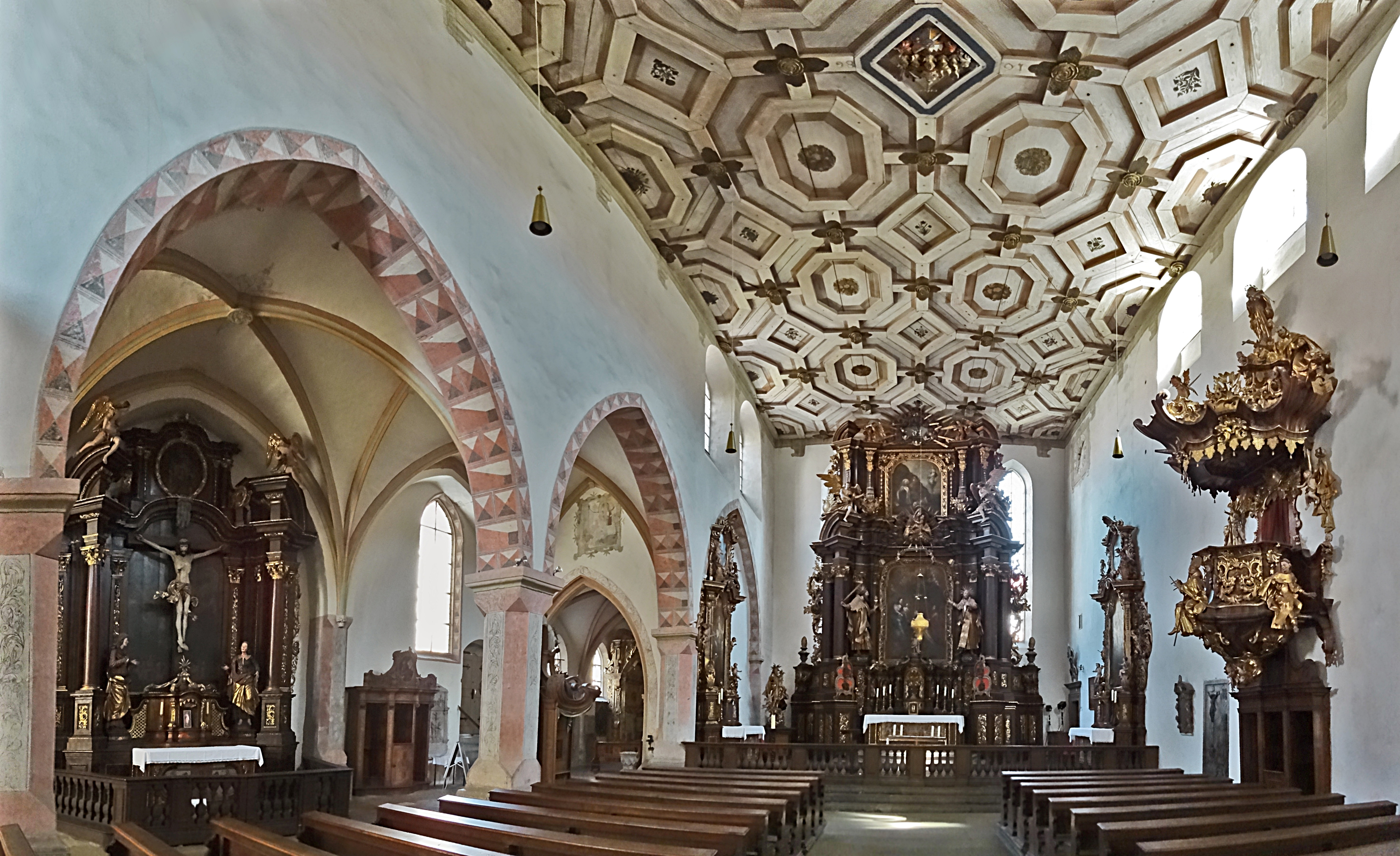
Innenansicht

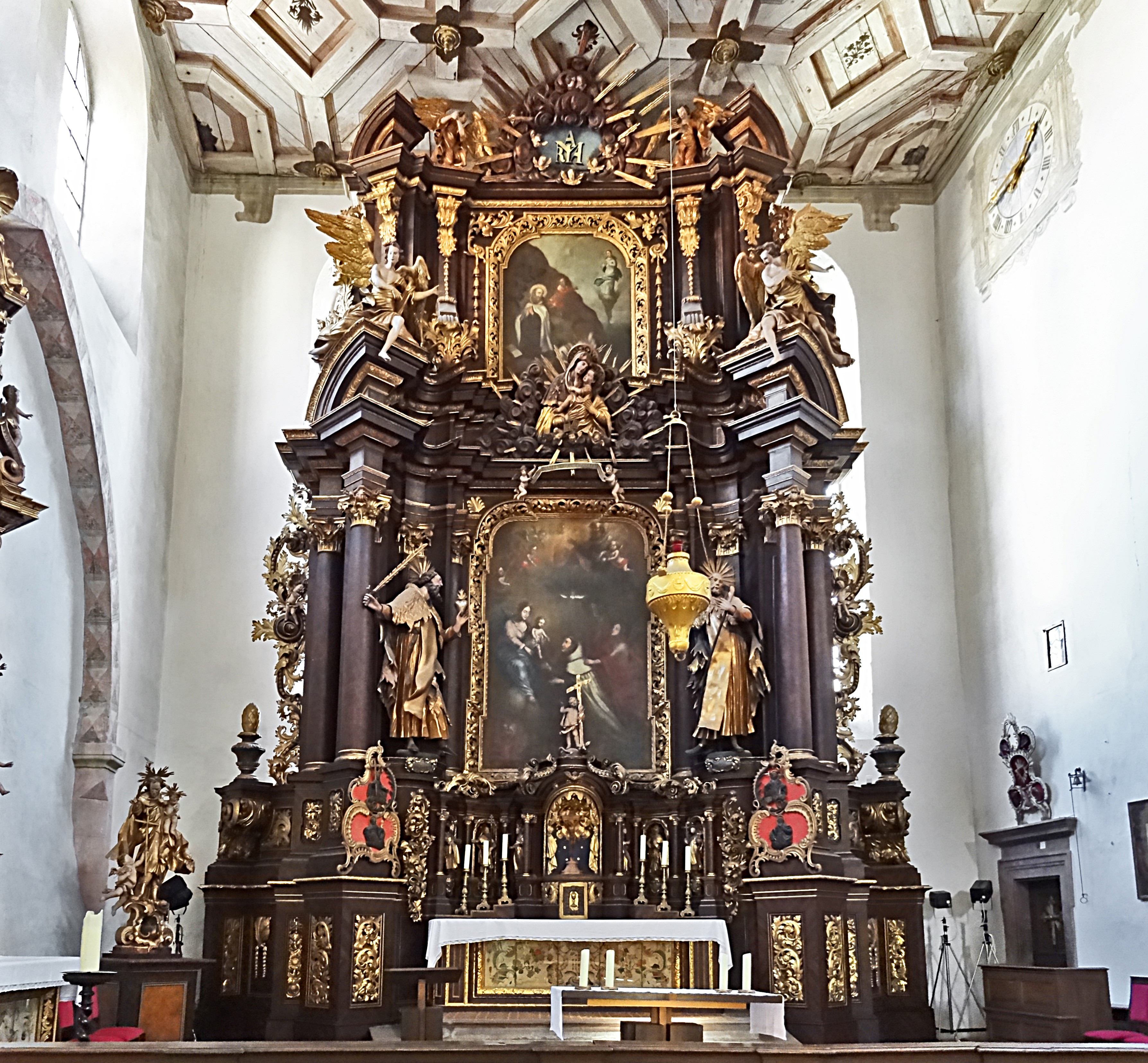
Hochaltar

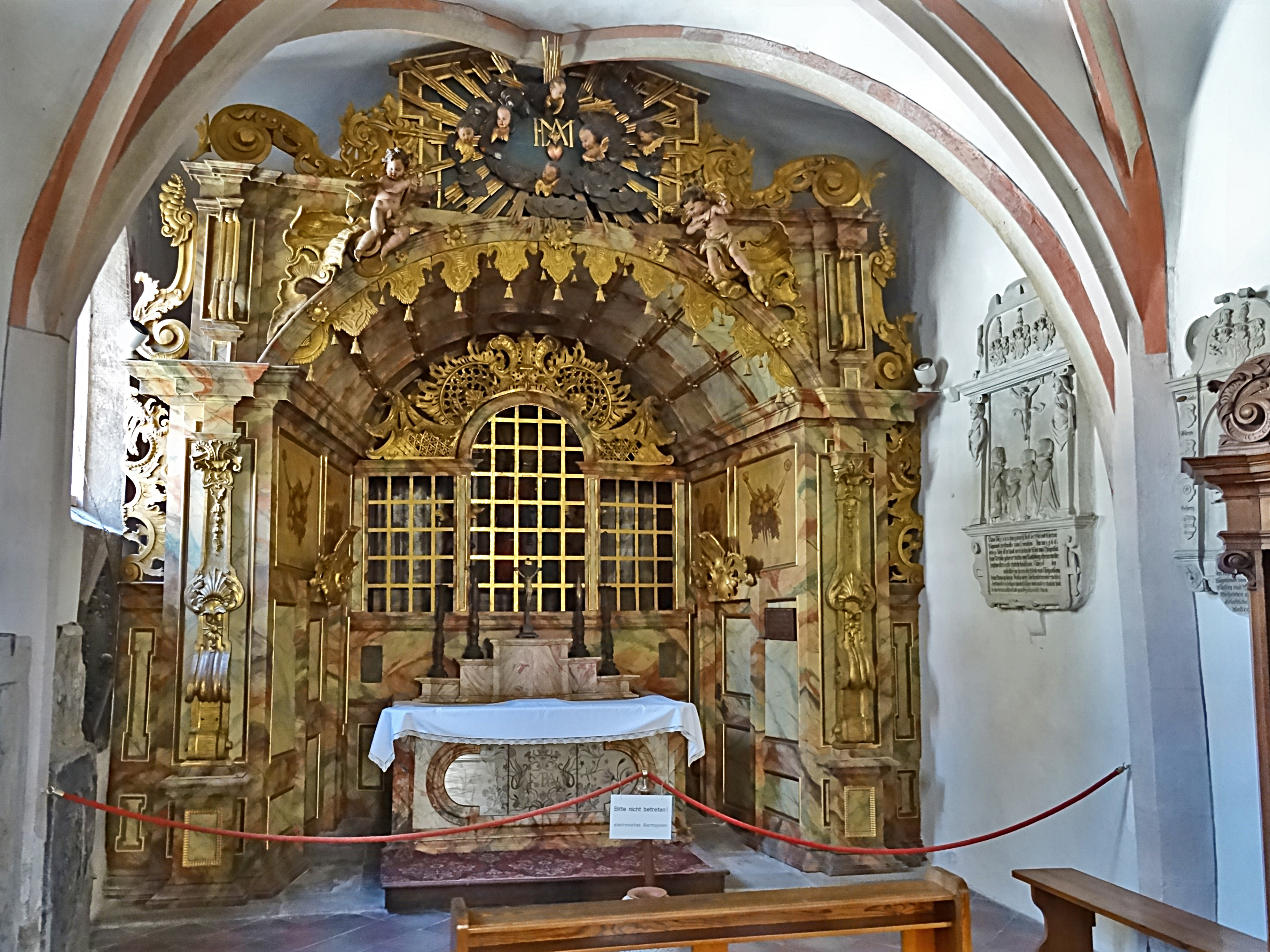
Loretokapelle

Das Kloster wurde 1352 gegründet, als Rat und Bürger der Stadt Neustadt nach einer heftigen Pestepidemie 1348 die Karmeliten um Ansiedlung in der Stadt baten. Der Würzburger Bischof Albrecht von Hohenlohe gab im selben Jahr die Genehmigung zur Klostergründung. Mit dem Bau der Klosterkirche im Bettelordensstil wurde 1352 begonnen. Der gotische, ursprünglich als Saalkirche angelegte Bau mit geradem Chorschluss weist an der Nordseite ein (wahrscheinlich später) angefügtes unvollständiges, rippengewölbtes Seitenschiff sowie in dessen nordöstlichen Verlängerung einen (wohl ebenfalls späteren) noch niedrigeren Gebetsraum in der Tradition der Loretokapellen mit entsprechendem Gnadenbild auf. Die Kirche trägt das Patrozinium der heiligen Petrus und Paulus. 1367/68 wurde den Karmeliten die jenseits der Stadtmauern gelegene Nikolauskapelle mit dem Alten Spital übereignet, und sie bekamen in einem eigenen Terminierbezirk das Recht zum Almosensammeln. In der Bevölkerung waren die Mönche sehr geachtet. In der Zeit der Gegenreformation engagierten sie sich dabei, Protestanten für den katholischen Glauben zurückzugewinnen; dennoch wurde die Klosteranlage öfters als „armselig“ oder „arm Gotteshäuslein“ bezeichnet. Allerdings stellte sich nach dem Dreißigjährigen Krieg durch Stiftungen und Schenkungen ein bescheidener Wohlstand ein, der die barocke Ausstattung erlaubte: 1680 eine Kassettendecke, die Fürstbischof Peter Philipp von Dernbach finanzierte, und den 1720 von Benedikt Lux geschaffenen Hauptaltar sowie zwei Seitenaltäre mit den Darstellungen des Josef und der Maria Magdalena. Das Altarbild des Hauptaltars zeigt die Überreichung des Skapuliers an den karmelitischen Heiligen Simon Stock, daneben die mit dem Karmelgebirge verbundenen biblischen Propheten Elija und Elischa. Weitere Altäre aus der Zeit des Rokoko stehen im Seitenschiff. Sie wurden von Johann Michael Becker geschaffen. Die Kanzel von Johann Joseph Kessler aus der Zeit um 1750 gilt als ein Hauptwerk der Schnitzkunst des Rokoko in Unterfranken; dargestellt sind die Unbefleckte Empfängnis und mehrere Heilige des Karmelitenordens.
Die einmalige Orgel auf der rückwärtigen Empore wurde 1722 von Johann Ignatius Samuel Will (ab 1726 Hoforgelbauer in Würzburg) für die Kirche geschaffen. Sie verfügt über 13 Register (einschließlich 3 Pedalregister) und im Manual 4 Oktaven.
Das Kloster wurde 1803 im Zuge der Säkularisation aufgelöst. In den 1693 bis 1703 erbauten Klostergebäuden, einer dreigeschossigen Vierflügelanlage, wurde 1857 das Bezirksgericht und später das Amtsgericht untergebracht. Die Kirche war bis zum Bau der Mariä-Himmelfahrt-Kirche 1836 die Pfarrkirche Neustadts als Ersatz für eine 1793 abgerissenen Vorgängerkirche. Seitdem ist sie im Besitz der Stadt Neustadt.
Ebenfalls nach der Säkularisation entwickelte sich aus der Klosterbrauerei die Firma „Karmeliterbräu“. Dies ab der ersten Hälfte des 19. Jahrhunderts.